# Liste der Gouverneure der Amerikanischen Jungferninseln
Diese Liste führt alle Gouverneure der Amerikanischen Jungferninseln auf, seit die karibische Inselgruppe im Jahr 1917 ein nichtinkorporiertes Territorium der Vereinigten Staaten wurde. Bis 1969 wurden die Gouverneure durch die US-Regierung ernannt, seitdem wird der Amtsinhaber durch eine Wahl ermittelt.
| Name                        | Lebensdaten | Amtszeit                                          | Partei       |
| --------------------------- | ----------- | ------------------------------------------------- | ------------ |
| Edwin Taylor Pollock        | 1870–1943   | 31. März 1917–1917 (kommissarisch)                |              |
| James Harrison Oliver       | 1857–1928   | 1917–1919                                         |              |
| Joseph Wallace Oman         | 1864–1941   | 1919–1921                                         |              |
| Sumner Ely Wetmore Kittelle | 1867–1950   | 1921–1922                                         |              |
| Henry Hughes Hough          | 1871–1943   | 1922–1923                                         |              |
| Philip Williams             | 1869–1942   | 1923–1925                                         |              |
| Martin Edward Trench        | 1869–1927   | 1925–6. Januar 1927                               |              |
| Waldo A. Evans              | 1869–1936   | 6. Januar 1927–18. März 1931                      |              |
| Paul Martin Pearson         | 1871–1938   | 18. März 1931–21. August 1935                     |              |
| Robert Herrick              | 1868–1938   | 1935 (kommissarisch)                              |              |
| Lawrence William Cramer     | 1897–1978   | 21. August 1935–14. Dezember 1940                 |              |
| Robert Morss Lovett         | 1870–1956   | 14. Dezember 1940–3. Februar 1941 (kommissarisch) |              |
| Charles A. Harwood          | 1880–1950   | 3. Februar 1941–17. Mai 1945                      |              |
| William Henry Hastie        | 1904–1976   | 17. Mai 1945–30. November 1949                    |              |
| Morris Fidanque de Castro   | 1902–1966   | 30. November 1949–9. April 1954                   |              |
| Archie Alphonso Alexander   | 1888–1958   | 9. April 1954–17. Oktober 1955                    |              |
| Walter Arthur Gordon        | 1894–1976   | 17. Oktober 1955–25. September 1958               |              |
| John David Merwin           | 1921–2013   | 25. September 1958–5. April 1961                  |              |
| Ralph Moses Paiewonsky      | 1907–1991   | 5. April 1961–12. Februar 1969                    |              |
| Cyril Emanuel King          | 1921–1978   | 12. Februar 1969–1. Juli 1969                     |              |
| Melvin Herbert Evans        | 1917–1984   | 1. Juli 1969–6. Januar 1975                       | Republikaner |
| Cyril Emanuel King          | 1921–1978   | 6. Januar 1975–2. Januar 1978                     | ICM          |
| Juan Francisco Luis         | 1940–2011   | 2. Januar 1978–5. Januar 1987                     | ICM          |
| Alexander Anthony Farrelly  | 1923–2002   | 5. Januar 1987–5. Januar 1995                     | Demokrat     |
| Roy Lester Schneider        | 1939–2022   | 5. Januar 1995–4. Januar 1999                     | Unabhängiger |
| Charles Wesley Turnbull     | 1935–2022   | 4. Januar 1999–3. Januar 2007                     | Demokrat     |
| John Percy de Jongh         | * 1957      | 3. Januar 2007–5. Januar 2015                     | Demokrat     |
| Kenneth E. Mapp             | * 1955      | 5. Januar 2015–7. Januar 2019                     | Unabhängiger |
| Albert Bryan                | * 1968      | 7. Januar 2019–amtierend                          | Demokrat     |